# Симплиций (папа римский)
Симпли́ций (лат. Simplicius PP.; ? — 10 марта 483) — папа римский с 3 марта 468 по 10 марта 483 года. При нём пала Западная Римская империя, а Одоакр стал правителем Италии. Вместе с тем Симплиций пытался сохранить престиж римской кафедры и вступал в догматические споры с константинопольским патриархом Акакием и византийским императором Зеноном.

## Избрание и социально-политическая обстановка
Согласно Liber Pontificalis, Симплиций родом из Тиволи был сыном гражданина по имени Кастин. После смерти папы Гилария в 468 году Симплиций единогласно был избран его преемником.
Понтификат Симплиция был отмечен несколькими событиями, которые стали ключевыми в истории Мира и всей империи.
За убийством императора Валентиниана III в 455 году последовала череда слабых императоров, которые не могли противостоять постоянным угрозам войны и восстаний, находясь под влиянием своих фаворитов. Один из них, Рицимер, вступил в острый конфликт с императором Антемием, который приходился ему зятем, и заключил соглашение с сенатором Олибрием, зятем императрицы Западной Римской империи Евдоксии, о помощи последнему в восшествии на трон. После осады, отягченной голодом и последовавшей чумой, в июле 472 года Рим был захвачен и разграблен войсками Рицимера. Антемий был убит, но эпидемия сразила в том же году и Рицимера, и нового императора Олибрия. Именно в этой обстановке, но чуть позже, в 476 году, герулы Одоакра вступили в Италию. Не встретив практически никакого сопротивления, Одоакр теперь стал хозяином страны, свергнув последнего римского императора Ромула Августа и приняв с согласия Сената и последующего признания восточного императора Зенона титул короля Италии. Будучи арианцем, Одоакр вел себя терпимо по отношению к католической церкви. Он поддерживал также существующую административную структуру, так что в жизни Рима существенных изменений не произошло. По мнению Грегоровиуса, именно Одоакр «освободил церковь от давления императора Запада, и папство начало своё восхождение, а Римская Церковь стала крепнуть, заменив собой империю.»

## Споры с монофизитами
В ходе монофизитской полемики, которая захватила Восточную Римскую империю, Симплиций энергично защищал независимость церкви от цезарепапизма византийских императоров и авторитет Римской Церкви в вопросах веры. Двадцать восьмой канон Халкидонского собора (451) дал Константинопольскому престолу те же привилегии, которыми пользовался епископ Рима. Папские легаты по приказу папы протестовали против возвышения византийского патриарха. Патриарх Константинопольский, однако, попытался закрепить эти решения и призвал императора Льва II добиться от Симплиция согласия. Однако папа римский отклонил требования императора.
Восстание Василиска в 476 году отправило императора Зенона в ссылку и усилили монофизитскую полемику, поскольку новый император низложил патриархов Александрийского и Антиохийского Тимофея и Петра. В то же время монофизит Василиск издал религиозный указ (Enkyklikon), признававший только первые три Вселенских Собора и отклонявший оба Халкидонских Собора. Все епископы должны были подписать документ. Патриарх Константинопольский Акакий (с 471) собирался провозгласить указ, но позиция клира заставила его противостоять императору и защищать веру. Настоятели монастырей и священнослужители Константинополя поддержали Симплиция, который делал все возможное, чтобы защитить решения Халкидонского Собора. В письмах к Акакию, настоятелям, священникам и самому императору папа призывал их не отделяться от Рима. Когда император Зенон в 477 году сверг Василиска, папа послал ему письмо с символом веры, полностью придерживаясь принципов Халкидонского собора. Симплиций поздравил его с восстановлением на троне и призвал его славить за это Господа, который хотел восстановить свободу Церкви.
Зенон отменил указы Василиска и восстановил Александрийского и Антиохийского патриархов. Монофизиты Александрии, однако, потребовал в качестве преемника умершего патриарха Тимофея Петра Монга. Поддерживаемый папой и восточными католиками Зенон сослал Петра Монга, но тому удалось скрыться в Александрии, где страх перед силой монофизитов сдерживал применение силы императором. По просьбе Акакия папа осудил за ересь Петра Монга, а также Павла Эфесского и Иоанна Апамейского.
После смерти назначенного Зеноном Тимофея Салофакиола патриархом Александрийским стал Иоанн I Талайя, но он отказался подписать Энотикон — «Формулу единства», и Зенон изгнал его, а новым патриархом провозгласил Петра Монга. Петр согласился подписать Энотикон, однако Симплиций заявил протест по поводу назначения на патриарший пост еретика. Этот спор вошел в историю как акакианская схизма — раскол, который продолжался до 519 года, когда император Восточной Римской империи Юстин I решил отменить Энотикон. Папа принял послов, отправленных Талайей с просьбой признать его избрание патриархом, и письмо от императора, в котором Талайя был обвинен в лжесвидетельстве и коррупции. Симплиций поддержал Талайю. В ответ Акакий на время прекратил общение с папой, не отправляя ему посланий даже по важным вопросам. Когда Талайя, наконец, прибыл в Рим в 483 году, Симплиций был уже мертв.

## Внутренние дела церкви
Несмотря на сложную обстановку, вызванную миграцией варваров в Европе, Симплиций успешно управлял церковной организацией на западе. Он назначил папским викарием в Испании Зенона, епископа Севильи, сделав его своим полномочным представителем на Пиренеях.
Продолжая курс своего предшественника, Симплиций возвел четыре новых церкви в Риме. Он впервые переоборудовал языческий храм Фавна на Целии в христианскую церковь-базилику, посвящённую первомученнику Стефану. Ему же Симплиций посвятил ещё церковь у С.-Лоренцо, а церковь на Эсквилине апостолу Андрею.
Кроме того, он построил церковь, которая до сих пор существует, в честь святого Бибиана, Juxta Palatium Licinianum, где была могила святого.

## События, последовавшие за смертью Папы
Симплиций был похоронен в притворе собора Святого Петра. Позже его останки были перенесены в полиандрии базилики, и с тех пор они утеряны. Liber Pontificalis указывает день его похорон — 10 марта. В этот день проходит его ежегодное почитание. В Римском мартирологе (1586) о Симплицие сказано:
«10 марта — В Риме, в соборе Святого Петра, скончался Святой Симплиций, папа, который в момент нашествия в Италии и занятия города варварами утешал страждущих, поощрял единство Церкви и крепость веры».
После его смерти Одоакр попытался влиять на назначение нового папы. Префекту города Василию он заявил, что Симплиций сам умолял короля издать приказ, по которому никто не должен быть посвящён в епископы Рима без его одобрения. Римские духовенство выступило против этого указа, который ограничивал их право избрания, и продолжало соблюдать указ императора Гонория, в соответствии с которым папой мог быть признан только тот, чье избрание прошло в соответствии с канонической формой с одобрения Бога и всеобщего согласия.